# 2023-as Australian Open
A 2023-as Australian Open  az év első Grand Slam-tornája, amelyet 2023. január 16–29. között rendeznek meg a Melbourne-ben található Melbourne Parkban. Ez a 111., az open erában az 55. Australian Open.
A tornát férfi és női egyes, páros és vegyes páros, valamint a junioroknál és a kerekesszékeseknél férfi és női egyes és páros kategóriákban rendezték. A torna szponzora a korábbi évekhez hasonlóan a Kia Motors. A selejtezőket a főtáblás verseny előtt, január 9–13. között rendezik.
A címvédő a férfiaknál a spanyol Rafael Nadal, míg a nőknél az előző évi tornát az ausztrál Ashleigh Barty nyerte, aki 2022 márciusában visszavonult a profi tenisztől. A tornagyőzelmet a férfiaknál ezúttal tizedik alkalommal a szerb Novak Đoković szerezte meg, miután a döntőben 6–3, 7–6(4), 7–6(5) arányban győzött a görög Sztéfanosz Cicipász ellen. Đoković ezzel 22. Grand Slam-tornagyőzelmét ünnepelhette, amellyel a GS-tornagyőzelmek számát tekintve utolérte Rafael Nadalt. A nőknél a fehérorosz Arina Szabalenka győzött, aki a döntőben 4–6, 6–3, 6–4 arányú győzelmet aratott a kazah Jelena Ribakina ellen. Szabalenka első Grand Slam-tornagyőzelmét érte el.
A magyar játékosok közül a világranglista-helyezésük alapján a nőknél Bondár Anna, Gálfi Dalma és Udvardy Panna a főtáblán kezdhette a küzdelmeket, míg Jani Réka Luca a selejtezőben indulhatott. A férfiaknál Fucsovics Márton és Balázs Attila közvetlenül a főtáblán való indulásra szerzett jogot, míg Piros Zsombor és Marozsán Fábián a selejtezőben kezdett. Jani Réka Luca és Marozsán Fábián a selejtező első körében búcsúzott a tornától, Piros Zsombor a harmadik körben esett ki. Balázs Attila végül nem használta fel védett ranglistahelyezését, és nem indult el a tornán. Fucsovics Márton a harmadik körig jutott. Gálfi Dalma és Udvardy Panna az első körben kiesett, Bondár Anna a második körig jutott. Párosban Babos Tímea, Bondár Anna, Gálfi Dalma és Udvardy Panna is indult. Közülük Gálfi Dalma és Udvardy Panna nem jutott túl az első körön, míg Babos Tímea és Bondár Anna számára a második kör jelentette a torna befejezését. A juniorok között Udvardy Luca léphetett pályára, aki egyéniben az első körben esett ki, míg párosban első kiemeltként vett részt a tornán, és a negyeddöntőben fejezte be a tornát.

## Világranglistapontok
A versenyen az elért eredménytől függően a világranglista állásába beszámító alábbi pontok szerezhetők.
| Eredmény           | Férfi egyes | Férfi páros | Női egyes | Női páros |
| ------------------ | ----------- | ----------- | --------- | --------- |
| Győzelem           | 2000        | 2000        | 2000      | 2000      |
| Döntő              | 1200        | 1200        | 1300      | 1300      |
| Elődöntő           | 720         | 720         | 780       | 780       |
| Negyeddöntő        | 360         | 360         | 430       | 430       |
| 16 között          | 180         | 180         | 240       | 240       |
| 32 között          | 90          | 90          | 130       | 130       |
| 64 között          | 45          | 0           | 70        | 10        |
| 128 között         | 10          | –           | 10        | –         |
| Főtáblára jutás    | 25          | 25          | 40        | –         |
| Selejtező (3. kör) | 16          | –           | 30        | –         |
| Selejtező (2. kör) | 8           | –           | 20        | –         |
| Selejtező (1. kör) | 0           | –           | 2         | –         |

## Pénzdíjazás
A torna összdíjazása 76,5 millió ausztrál dollár, amely 3,38%-kal haladja meg az előző évit. A férfiak és a nők azonos mértékű díjazásban részesülnek. Az alábbiakban ausztrál dollárban olvashatóak az összegek, párosnál feleződik az egy főre jutó díjazás.
| Eredmény           | Egyes*       | Páros**                   | Vegyes páros**            |
| Győzelem           | 2 975 000 A$ | 695 000 A$                | 157 750 A$                |
| Döntő              | 1 625 000 A$ | 370 000 A$                | 89 450 A$                 |
| Elődöntő           | 925 000 A$   | 210 000 A$                | 47 500 A$                 |
| Negyeddöntő        | 555 250 A$   | 116 500 A$                | 25 250 A$                 |
| 16 között          | 338 250 A$   | 67 250 A$                 | 12 650 A$                 |
| 32 között          | 227 925 A$   | 46 500 A$                 | 6600 A$                   |
| 64 között          | 158 850 A$   | 30 975 A$                 | –                         |
| 128 között         | 106 250 A$   | –                         | –                         |
| Selejtező (döntő)  | 55 150 A$    | *Nemenként **Csapatonként | *Nemenként **Csapatonként |
| Selejtező (2. kör) | 36 575 A$    | *Nemenként **Csapatonként | *Nemenként **Csapatonként |
| Selejtező (1. kör) | 26 000 A$    | *Nemenként **Csapatonként | *Nemenként **Csapatonként |

## Az egyes versenyszámok

### Férfi egyes
- Novak Đoković– Sztéfanosz Cicipász, 6–3, 7–6(4), 7–6(5)

### Női egyes
- Arina Szabalenka– Jelena Ribakina, 4–6, 6–3, 6–4

### Férfi páros
- Rinky Hijikata /  Jason Kubler– Hugo Nys /  Jan Zieliński, 6–4, 7–6(4)

### Női páros
- Barbora Krejčíková /  Kateřina Siniaková– Aojama Súko /  Sibahara Ena 6–4, 6–3

### Vegyes páros
- Luisa Stefani /  Rafael Matos– Szánija Mirza /  Róhan Bópanna, 7–6(2), 6–2

### Juniorok

#### Fiú egyéni
- Alexander Blockx– Learner Tien, 6–1, 2–6, 7–6(9)

#### Lány egyéni
- Alina Kornyejeva– Mirra Andrejeva, 6–7(2), 6–4, 7–5

#### Fiú páros
- Learner Tien /  Cooper Williams– Alexander Blockx /  João Fonseca, 6–4, 6–4

#### Lány páros
- Renáta Jamrichová /  Federica Urgesi– Hayu Kinoshita /  Sara Saito, 7–6(5), 1–6, [10–7]